# 阿卜杜拉·卡拉达什
哈吉·阿卜杜拉·卡拉达什（阿拉伯语：‎），又名哈吉·阿卜杜拉·阿法里（Hajji Abdullah al-Afari），是一名伊拉克的伊斯蘭激進份子。在2019年10月阿布·贝克尔·巴格达迪死后，他可能繼任了伊斯蘭國領導人的職位。沙烏地阿拉伯人阿布·萨利赫·杰兹拉维（Abu Saleh al-Juzrawi）和突尼西亞人阿布·奥斯曼·图尼西（Abu Othman al-Tunsi）可能也是巴格達迪的繼任的候選人，這兩人與巴格達迪親近，並且可能在巴格達迪最後一次露面的視頻中出現。
一些人認為，卡拉達什在2019年10月巴格達迪死後繼承了伊斯蘭國領導人的職位。該主張基於2019年伊斯蘭國的宣傳機構阿馬克新聞社於2019年8月發表的一份聲明，該聲明指定卡拉達什為巴格達迪的繼任者。有分析師認為該聲明是捏造的。恐怖主義分析家兼賽德情報集團的共同創辦者麗塔·卡茨指出，該聲明與其他聲明相比使用了不同的字體，而且從未在阿馬克新聞社或伊斯蘭國的渠道上發佈過。

## 背景
卡拉达什是土庫曼人，生于伊拉克泰勒阿费尔，曾就读于摩苏尔的伊斯兰科学学院。2014年時，卡拉達什大約五十多歲。
加入伊斯兰国之前，卡拉达什曾在萨达姆·侯赛因手下担任军官。2003年至2004年，在美軍入侵伊拉克、推翻薩達姆政權後，卡拉达什同巴格达迪被美军关押在巴士拉的布卡营，成为了巴格达迪最亲密的同伴之一。
在國際勢力對伊斯蘭國進行軍事干預期間，卡拉達什監督了對阿勒頗的自由敘利亞軍及代爾祖爾的敘利亞政府軍的軍事行動。卡拉達什還親自監督了對自殺式炸彈襲擊者的選拔，並導演了伊斯蘭國的自殺式襲擊行動。
在加入伊斯兰国以前，卡拉达什曾是基地组织的宗教委员。

## 被報導死亡
伊斯蘭國研究專家、伊拉克政府反恐顧問希沙姆·哈希米於2019年10月表示，根據伊拉克情報機構資料顯示，卡拉達什已於2017年死亡，他的女兒目前正處於伊拉克情報部門關押中。他說，卡拉達什的死訊已經得到其女兒和其他親屬的證實。然而截止目前，其死訊尚未得到其他消息的證實。